# Вяткин, Андрей Дмитриевич
Дача Всеволжских в Санкт-Петербурге
Андре́й Дми́триевич Вя́ткин (1795 год, Пермская губерния — ?) — российский архитектор, выходец из крепостных, внёсший существенный вклад в строительство Пожевского завода.

## Биография
Родился в 1795 году в семье крепостных, приписанных к заводам Всеволожских в Пермской губернии.
В 1806 году начал работать писарем на Пожевском заводе. В 1809—1819 годах там же обучался архитектуре у П. Д. Шрётера. В этот же период построил церковь в посёлке Александровского завода. В 1819—1825 годах учился в Санкт-Петербурге в ходе строительства дачи Всеволожских. В 1825 году был отправлен в Пожву, где работал старшим заводским архитектором.
В 1811 году главный архитектор Пожевских заводов П. Д. Шрётер утвердил генеральный план застройки Пожвы, в составлении которого принимал участие А. Д. Вяткин. По проектам Вяткина в 1820-х годах проводилась реконструкция промышленных и гражданских зданий и сооружений Пожевского завода. В частности, им был построен уникальный двухъярусный корпус длиной более 200 метров, в котором разместили кузнечный, механический, литейный, модельный и вспомогательные цехи. Здание отличалось оригинальными конструктивными и художественными решениями интерьеров и оборудования. Кузнечные наковальни имели вид отрезков каннелированных колонн, горны в основании были украшены облицовкой в виде чугунных плит с классическим орнаментом. Поддерживающие кронштейны агрегатов были выполнены из чугунного художественного литья. До настоящего времени постройки не сохранились. Также Вяткин спроектировал и построил подпорную стенку на городской площади Пожвы.